# Sorpresa del trigo (Maruja Mallo)
Sorpresa del trigo es una pintura de 1936 de Maruja Mallo.

## Descripción
Es una pintura al óleo sobre lienzo. Sus dimensiones son de 66 x 100 cm. Pertenece a una colección particular. En ella se muestra a la diosa Deméter. De su mano derecha surgen tres espigas y en la palma de su mano izquierda reposan tres pequeños brotes de trigo.

## Historia
Según Mallo quiso pintar la manifestación del 1º de mayo de 1936 a la que asistió junto a María Zambrano. En ella había visto alzarse entre la multitud un brazo que sostenía un enorme pan. Eso le recordó una eucaristía.
Fue el último cuadro que pintó en España antes de marchar al exilio a Buenos Aires huyendo de la guerra civil. Fue expuesto en la sala de la Asociación de Amigos de las Artes Nuevas ( ADLAN) en Madrid en mayo de 1936. En la exposición mostró además una serie de cerámicas realizadas en 1935.
Afiliada al Sindicato de Artistas Plásticos desde 1931, fue parte del grupo de la Escuela de Vallecas y colaboró con las Misiones Pedagógicas. Junto con Miguel Hernández, elaboró la escenografía para el drama Los hijos de la piedra, inspirado en los sucesos de Casas Viejas y Asturias.
Sorpresa fue la primera de una serie de pinturas dedicadas a la épica del trabajo titulada La religión del trabajo. Cinco están dedicadas a los trabajos del mar y dos a los de la tierra. Este ciclo lo terminó en el exilio en Buenos Aires. La otra dedicada a la tierra es Canto de las espigas (1939) que forma parte de la colección del Museo Nacional Centro de Arte Reina Sofía. Canto de las espigas está compuesto por tres cabezas de mujer, con sus respectivas manos, tres pares, con las palmas abiertas y, entre ellas, tallos de espigas de trigo con su fruto.
Las otras pinturas de la serie son: Arquitectura humana (1937), un torso que podría ser de mujer envuelto en redes e hilos de pesca que sostiene un enorme pescado. Figuras (1937), con una pareja igualitaria pero claramente diferenciada de un hombre y una mujer amparados por una gigantesca red con un pez y una estrella entre ambos. Mensaje del mar (1938), cuya composición son dos mujeres cubiertas con redes y La tierra y El mar (1938), dos retratos de perfil.